# Grzybów (województwo podkarpackie)
Grzybów – wieś w Polsce, położona w województwie podkarpackim, w powiecie mieleckim, w gminie Wadowice Górne.
| SIMC    | Nazwa       | Rodzaj    |
| ------- | ----------- | --------- |
| 0834679 | Koło Błonia | część wsi |
| 0834691 | Pod Lasem   | część wsi |
| 0834685 | Podgórze    | część wsi |

W latach 1975–1998 miejscowość administracyjnie należała do województwa tarnowskiego.